# Bevándorlás

A bevándorlók aránya a népesség százalékában a különböző országokban Grönland nélkül, 2005-ben
nincs adat
több mint 50%
20% – 50%
10% – 20%
4% – 10%
1% – 4%
Kevesebb mint 1%

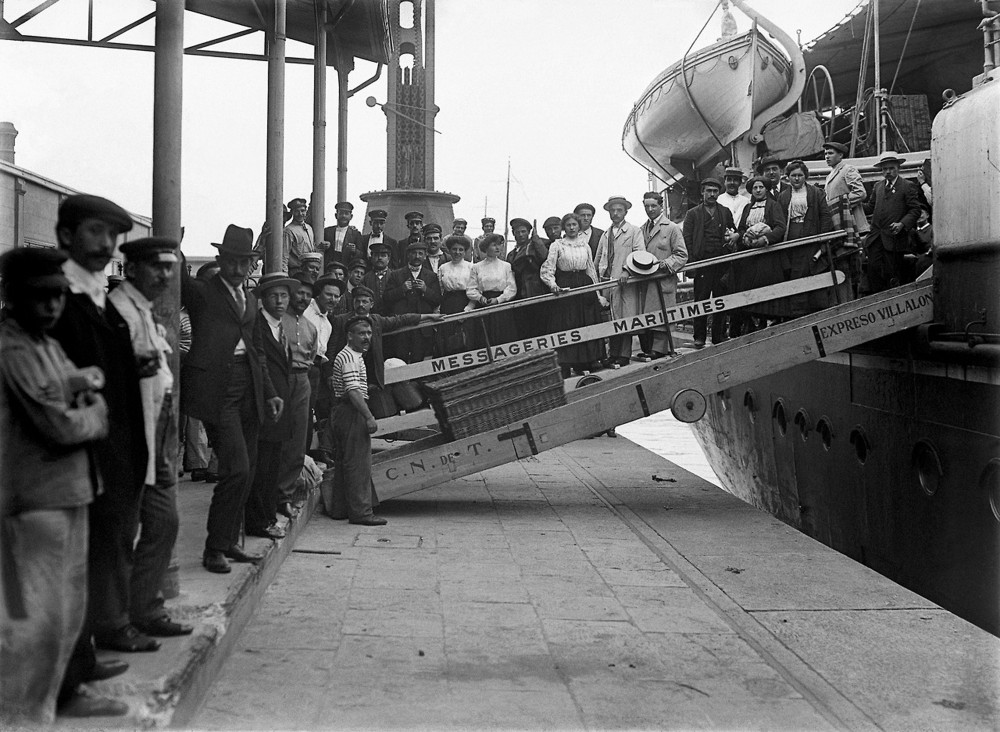
Argentínába érkező európai bevándorlók

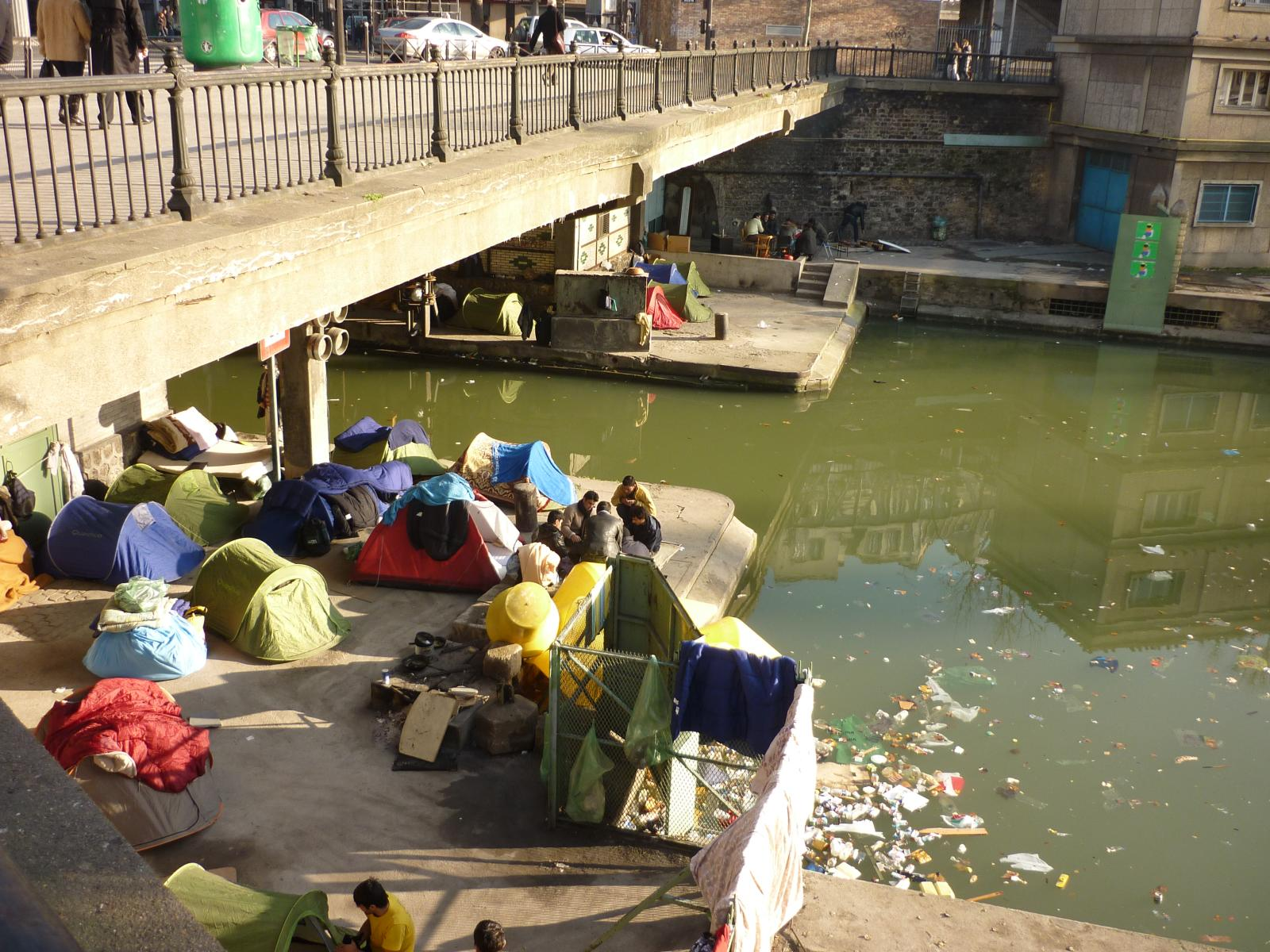
Afgán bevándorlók egy párizsi híd alatt 2010-ben

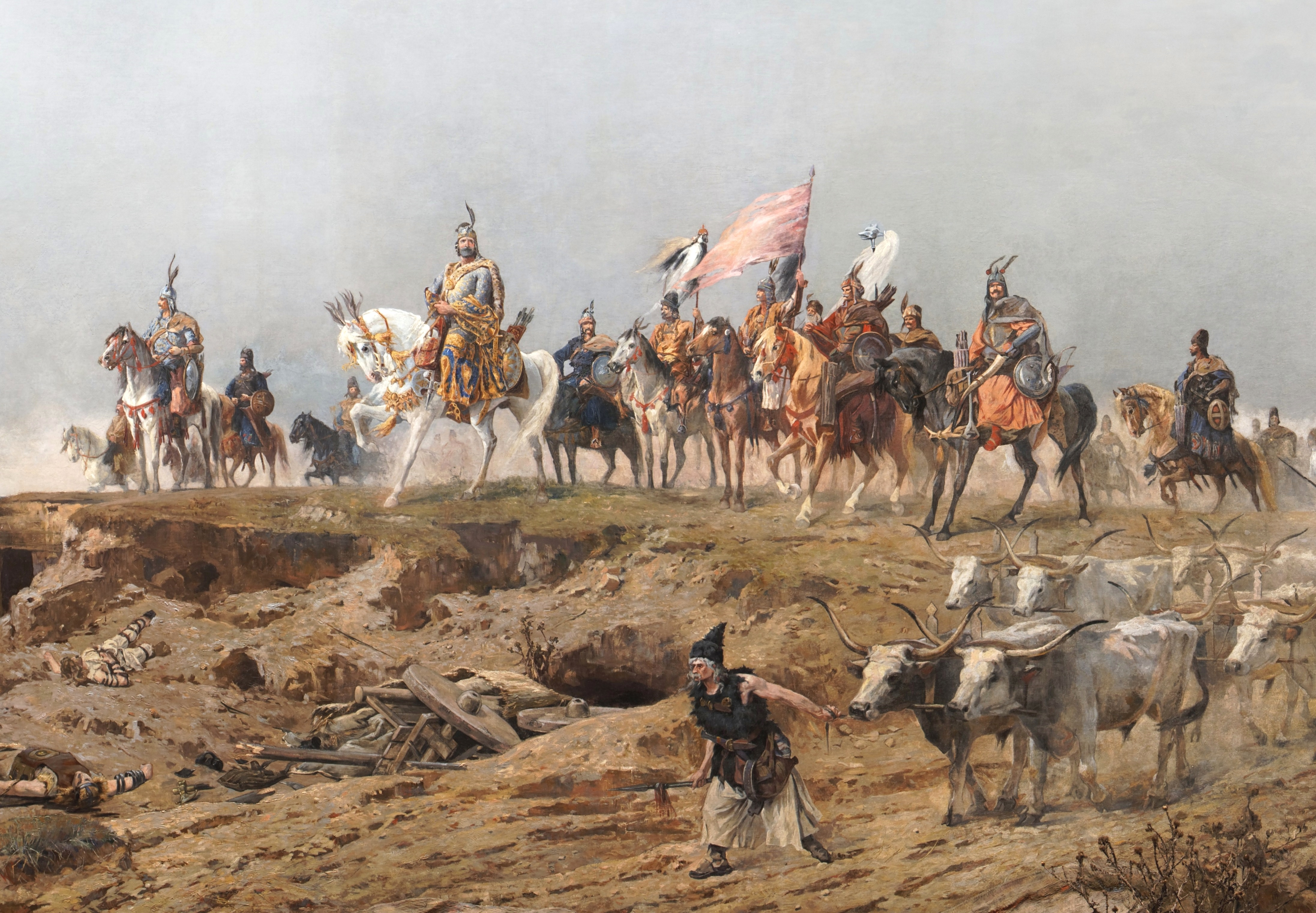
Kilencedik századi bevándorlók idealizált ábrázolása a 19. századból

A bevándorlás emberek életvitelszerű áttelepülése születési országukból vagy korábbi lakóhelyükről egy másik országba. 2013-ban a világ népességének mintegy 3,25%-a volt bevándorló (immigráns).
Az áttelepülők általában igyekeznek az új hazájukban legalizálni helyzetüket, ezért tartózkodási és munkavállalási engedélyt, majd állampolgárságot kívánnak szerezni.

## Okai
A népvándorlást nyomó és húzó erők teszik indokolttá. A nyomó erők közt lehetnek politikai okok (például kirekesztés, üldöztetés), gazdasági okok (szegénység, munkanélküliség, egészségtelen környezet), háborús vagy egyéb okok; a húzóerők közt szerepelhet a befogadó ország megnövekedett munkaerőigénye, szervezett betelepítés, a magasabb minimálbér, a gazdag országok esetében a képzettebb tömegek "elszívása" a szegényebb országokból.

## Gazdasági hatása
A bevándorlók alapvető célja, hogy megélhetést biztosítsanak maguknak, ezért részt vesznek a célország gazdaságában.
A létminimumnak megfelelő minimálbért sem biztosító országok lakosai közül sokan aggódnak, hogy a bevándorlók csökkentik a bevételeiket. Ezt az adatok nem igazolják. A Cato Intézet 2010-es felmérése azt mutatja, hogy a bevándorlásnak alapvetően nincs hatása a már eleve a célország állampolgárainak született emberek jövedelmére. Ennek több oka van: az egyik, hogy a bevándorlók sokszor saját vállalkozásból élnek és abból fizetnek jelentős jövedelemadót az ország költségvetésébe, sőt a vállalkozásuk révén munkahelyet teremtenek a célországban. A bevándorlók legtöbbször munka- és szülőképes fiatalok, akik sokáig a nyugdíjrendszer befizetői oldalán állnak, vagy növelik az ország termékenységét.
Vannak olyanok is, akik csak a jóléti állam nyújtotta szociális ellátást használják ki. Ha egy bevándorló már sikeresen beilleszkedett, családegyesítés címén pár évvel később népes rokonsága is áttelepül a célországba, ott pedig magasabb összegű ellátást vesznek igénybe, mint amennyi eredeti lakóhelyükön megilletné őket.

## Kulturális hatása
A bevándorlók kultúrája gyakran jelentősen eltér a fogadó ország lakóinak kultúrájától, ezért beilleszkedésük nem mindig zökkenőmentes. A társadalmi integrálásuk több erőfeszítést igényel az államtól, mint az más marginalizálódott rétegek esetében szükséges. Az őslakók körében a bevándorlók bizonyos csoportjaival – főleg a szegényekkel – szemben gyakori a idegenellenesség és a kirekesztés. A bevándorlóknak is el kell tudniuk fogadtatniuk magukat, ami lelkileg megterhelő: a tartós létbizonytalanság megfeleléskényszerrel, az eredeti kultúra feladásával jár együtt.
A beilleszkedés nem mindig sikeres. Akár az eredeti bevándorlás után több generációval is újabb problémák merülhetnek fel.

## Lásd még
- Kivándorlás

## Fordítás
Ez a szócikk részben vagy egészben  az   Immigration című angol Wikipédia-szócikk fordításán alapul.  Az eredeti cikk szerkesztőit annak laptörténete sorolja fel. Ez a jelzés csupán a megfogalmazás eredetét és a szerzői jogokat jelzi, nem szolgál a cikkben szereplő információk forrásmegjelöléseként.